# EPOP
EPOP (англ. Elongin BC and polycomb repressive complex 2 associated protein) – білок, який кодується однойменним геном, розташованим у людей на довгому плечі 17-ї хромосоми. Довжина поліпептидного ланцюга білка становить 379 амінокислот, а молекулярна маса — 39 322.
| 10         |  | 20         |  | 30         |  | 40         |  | 50         |
| ---------- |  | ---------- |  | ---------- |  | ---------- |  | ---------- |
| METLCPAPRL |  | AVPASPRGSP |  | CSPTPRKPCR |  | GTQEFSPLCL |  | RALAFCALAK |
| PRASSLGPGP |  | GELAARSPVL |  | RGPQAPLRPG |  | GWAPDGLKHL |  | WAPTGRPGVP |
| NTAAGEDADV |  | AACPRRGEEE |  | EGGGGFPHFG |  | VRSCAPPGRC |  | PAPPHPREST |
| TSFASAPPRP |  | APGLEPQRGP |  | AASPPQEPSS |  | RPPSPPAGLS |  | TEPAGPGTAP |
| RPFLPGQPAE |  | VDGNPPPAAP |  | EAPAASPSTA |  | SPAPAAPGDL |  | RQEHFDRLIR |
| RSKLWCYAKG |  | FALDTPSLRR |  | GPERPPAKGP |  | ARGAAKKRRL |  | PAPPPRTAQP |
| RRPAPTLPTT |  | STFSLLNCFP |  | CPPALVVGED |  | GDLKPASSLR |  | LQGDSKPPPA |
| HPLWRWQMGG |  | PAVPEPPGLK |  | FWGINMDES  |  |            |  |            |

A: Аланін

C: Цистеїн

D: Аспарагінова кислота

E: Глутамінова кислота

F: Фенілаланін

G: Гліцин

H: Гістидин

I: Ізолейцин

K: Лізин

L: Лейцин

M: Метіонін

N: Аспарагін

P: Пролін

Q: Глутамін

R: Аргінін

S: Серин

T: Треонін

V: Валін

W: Триптофан

Кодований геном білок за функцією належить до фосфопротеїнів. 
Задіяний у такому біологічному процесі, як метилювання. 
Локалізований у ядрі, хромосомах.